# قائمة البعثات الدبلوماسية في بابوا غينيا الجديدة

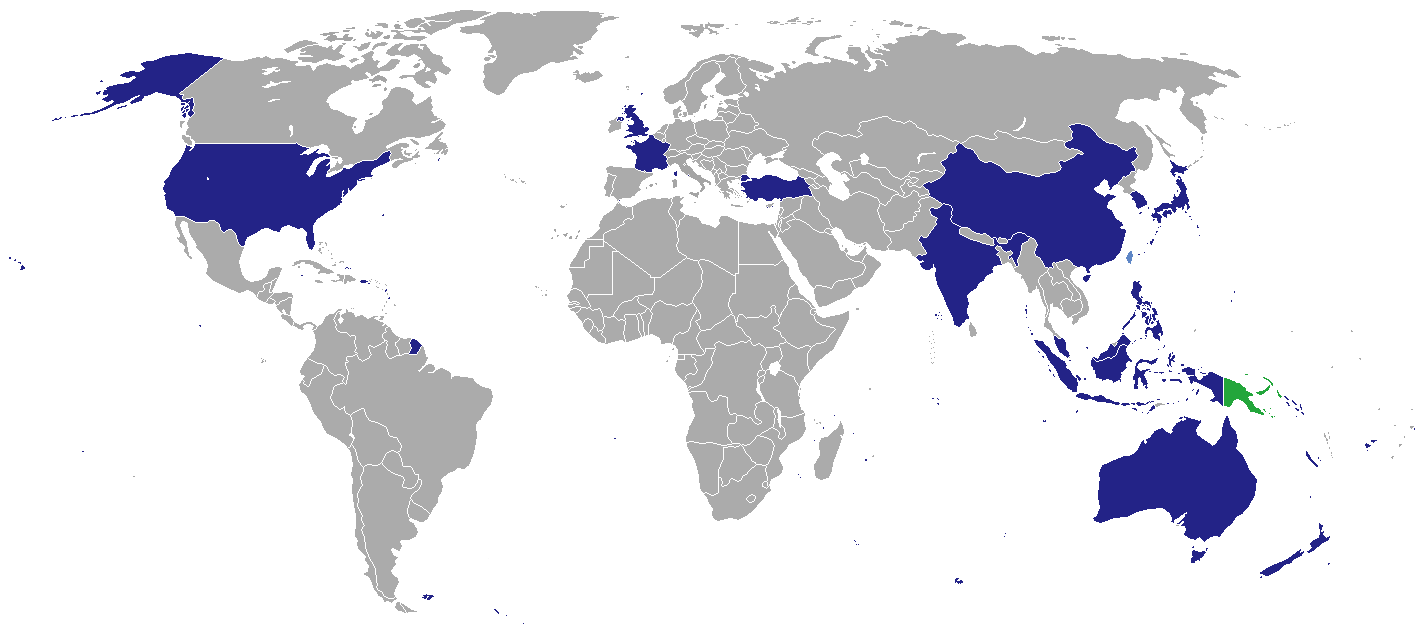
خريطة البعثات الدبلوماسية في بابوا غينيا الجديدة.

هذه قائمة البعثات الدبلوماسية في بابوا غينيا الجديدة. تقع دولة بابوا غينيا الجديدة المستقلة في أوقيانوسيا في النصف الشرقي من جزيرة غينيا الجديدة. تستضيف عاصمتها بورت مورسبي 15 مفوضية وسفارة.

## البعثات الدبلوماسية فيبورت مورسبي

### السفارات
- أستراليا[1]
- غينيا[2]
- فيجي (مفوضية عليا)[3][4]
- فرنسا[5]
- الفاتيكان[6]
- الهند [7]
- إندونيسيا[8]
- اليابان [9]
- ماليزيا [10]
- نيوزيلندا[11]
- الفلبين[12]
- جزر سليمان[13]
- كوريا الجنوبية[14]
- المملكة المتحدة[15]
- الولايات المتحدة[16]

### بعثات أخرى / مكاتب تمثيلية
- تايوان (مكتب تايبيه الاقتصادي والثقافي)[17]
- الاتحاد الأوروبي (مفوضية) [18]

## القنصليات والقنصليات العامة

### لاي
- أستراليا (قنصلية عامة)[19]

### فانيمو
- إندونيسيا (قنصلية)[20]

### بوروكو
- سنغافورة (قنصلية)[3]

### بورت مورسبي
- النمسا (قنصلية)[3]
- كندا (قنصلية)[3]
- هولندا (قنصلية)[3]
- سنغافورة (قنصلية عامة)[3]

## القنصليات الفخرية

### بورت مورسبي
- بلجيكا [3]
- جمهورية التشيك [3]
- فنلندا [3]
- اليونان [3]
- كيريباتي [3]
- السويد [3]

## البعثات المعتمدة
بعثات مقيمة في كانبرا في أستراليا
- الجزائر
- الأرجنتين[21]
- بلجيكا[22]
- بوتسوانا
- البرازيل[23]
- كندا[24]
- تشيلي[25]
- قبرص[26]
- مصر
- إستونيا
- فنلندا
- ألمانيا
- اليونان[27]
- إيرلندا
- إسرائيل
- إيران
- إيطاليا[28]
- الأردن
- المكسيك
- المغرب
- هولندا[29]
- نيجيريا[30]
- النرويج[31]
- فلسطين
- بيرو[32]
- بولندا[33]
- البرتغال[34]
- السعودية
- صربيا
- إسبانيا
- قالب:بيانات بلد سيريلانكا[35]
- السويد[36]
- سويسرا[37]
- تايلند[38]
- تركيا
- الإمارات العربية المتحدة
- فنزويلا[39]

بعثات مقيمة في جاكرتا ، إندونيسيا:
- بنغلادش
- كولومبيا
- الدنمارك
- باكستان
- روسيا
- فيتنام

 بعثات مقيمة في سنغافورة:
- النمسا[40]
- هنغاريا
- بنما
- سنغافورة
- زيمبابوي

 بعثات مقيمة في طوكيو، اليابان:
- أيسلندا
- قرغيزستان
- ليسوتو
- مالاوي
- تنزانيا[41]
- زامبيا

 بعثات مقيمة في كوالا لامبور، ماليزيا:
- جمهورية التشيك
- جزر المالديف
- سوازيلاند
- تركمانستان
- طاجيكستان
- اليمن

 بعثات مقيمة في ولينغتون، نيوزيلاند:
- جزر كوك